# Antonina

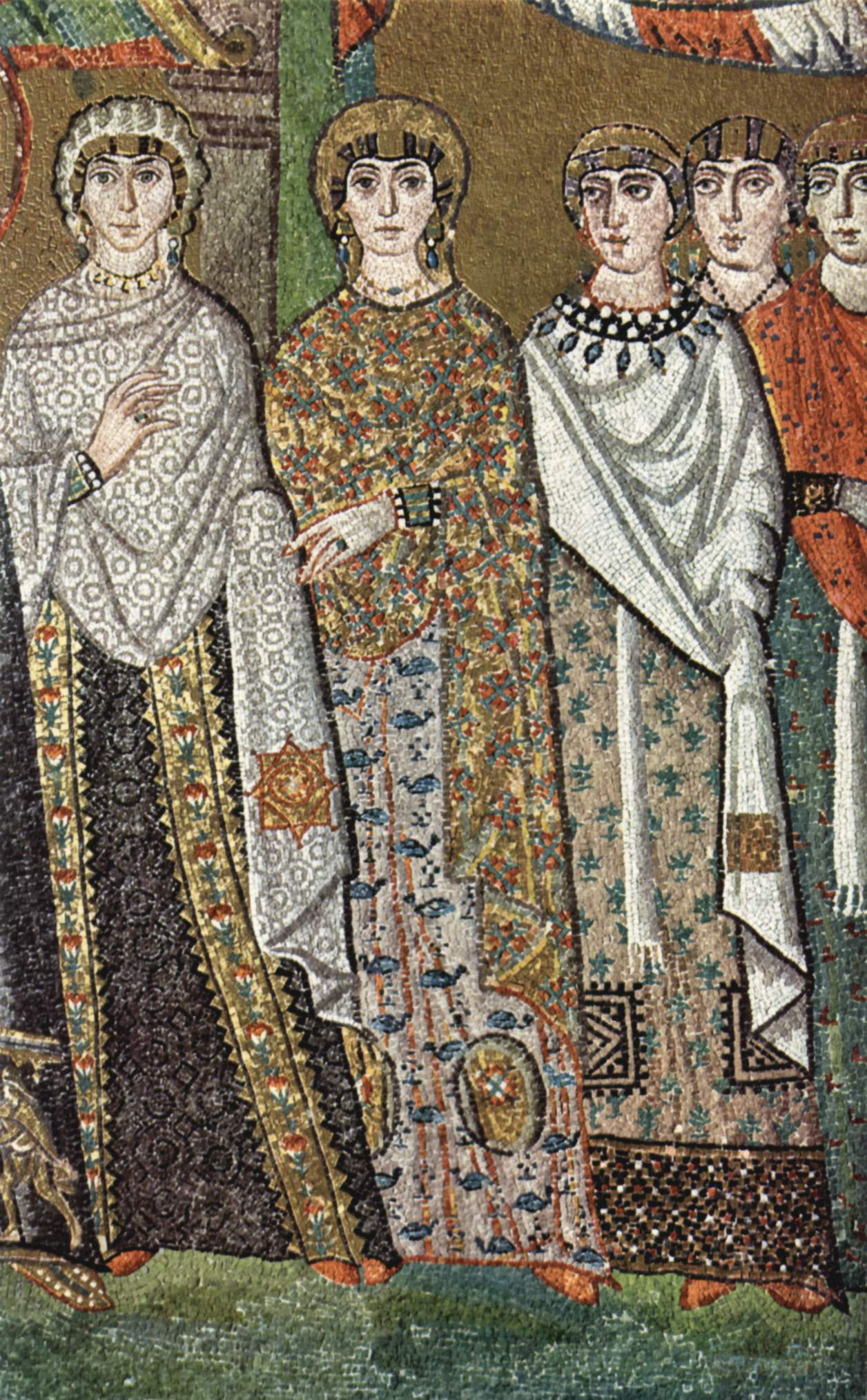
Detalle del mosaico de la Basílica de San Vitale (Ravena), que representa, según algunas interpretaciones, Antonina (al centro) y su hija Juanina (a la izquierda).

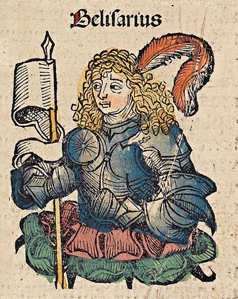
Belisario, el célebre general y esposo de Antonina. Nuremberg chronicles.

Antonina (495-565) estaba casada con el célebre general Belisario y era favorita de la emperatriz Teodora, la esposa de Justiniano I. Antes de casarse con Belisario fue bailarina en Constantinopla.
Dotada de un gran talento, sus opiniones tenían gran importancia para  la emperatriz Teodora, quien había sido su compañera en el Hipódromo, antes de su matrimonio con Justiniano.

## Inicios como cortesana
Justiniano y Belisario eran el escarnio de los constantinopolitanos a causa de la conducta de sus respectivas esposas; el último ocupado únicamente en conquistar la gloria y la fama que hoy le tributan todas las historias, no fijaba la atención en los desarreglos de su mujer; pero habiendo sabido que su escandalosa familiaridad con los hombres era el motivo de que él, primer general del imperio (y entonces acaso del mundo) fuese el objeto de una humillante burla por parte de sus subordinados, se irritó contra Antonina, la reprendió muy severamente y aún la amenazó con quitarle la vida si volvía a salir de su habitación.

## Intrigas de Antonina
Antonina dio parte a la emperatriz Teodora de lo que ella llamaba su desgracia, y le pidió que emplease su autoridad para librarla de semejante opresión. Teodora no solo vivía con los recursos de su abandono antes de casarse con Justiniano I, sino que también se entregaba a los placeres, aunque con más precaución después de ser emperatriz: Antonina, su antigua amiga, era su única confidente. Ya por este motivo, ya porque realmente se interesaba en sus penas, la llamó a palacio y la guardó en su compañía hasta que hallase pretexto de afligir a Belisario en tales términos que necesitase la protección de su mujer. 
Los deseos de aquellas mujeres no tardaron en verse satisfechos: el mal gobierno de Justiniano causaba un disgusto general: en todas partes se fraguaban conspiraciones, y al fin se descubrió una que dirigían Ablavio, Marcelo y Sergio que eran jefes de las tropas; estos fueron condenados a muerte, y la emperatriz Teodora tuvo habilidad para que uno de ellos complicase en la conjura al desgraciado Belisario, cuya inocencia era evidente. Justiniano, incitado por su mujer, confiscó los bienes del general que sostenía el imperio, le depuso de sus empleos y dignidades, y llegó hasta quitarle su guardia de honor. Los cortesanos que tanto le adulaban, le abandonaron según costumbre por temor de caer en desgracia de la emperatriz, y ninguno tenía bastante valor ni aun para nombrarle en la corte. 
Más sensible el pueblo y más agradecido también, veía con sentimiento al conquistador de Italia y de África, al vencedor de tantos reyes y generales, al que había triunfado con tantos merecimientos, solo, triste, abatido, sin bienes, sin honores, y distante del trono, cuyo mejor ornamento había sido.

## Reposición de Belisario
Teodora veía con satisfacción el dolor de Belisario y se lisonjeaba con la idea de restablecerle en sus empleos y honores por la aparente mediación de Antonina, lo cual sería causa de que la perdonase todos los ultrajes que de ella había recibido; pero habiendo sido informada de que el célebre guerrero se entregaba enteramente a su pesar, le escribió una carta concebida en estos términos: «Me has ofendido, Belisario: pero Antonina me suplica que te perdone; me tiene muy obligada para negárselo y así te concedo la vida y los bienes. Piensa en ser reconocido a tu mujer, pues a ella sólo le debes esta gracia». 
Tan pronto como Belisario leyó esta carta fue a buscar a Antonina, la abrazó le dio gracias por el servicio que acababa de hacerle, y le prometió que en lo sucesivo la trataría con la mayor atención y cariño posible: y en efecto, después de esta especie de reconciliación fue verdaderamente el esclavo de su esposa, tan solo por mantenerse en la gracia del emperador.

## Antonina hábil consejera
Antonina es acusada de haber obligado a Belisario a la sacrílega deposición que hizo militarmente del papa Silverio, durante el sitio de Roma por Vitiges, rey de los godos, y la intrusión simoniaca del diácono Vigilio en lugar de aquel papa. Por lo demás desarreglada como era en su conducta e infiel al amor, mientras con sus extravíos manchaba la honra de su marido, con sus consejos y valor contribuyó a su alta gloria; porque es de saber que Antonina acompañó casi siempre a Belisario en sus combates de mar y tierra y participó de todos sus trabajos y peligros. 
He aquí un ejemplo de la intrepidez de esta mujer, y de su habilidad para intrigar. Cuando Belisario hacía la guerra a los godos en Roma, el ejército iba perdiendo la batalla; pero escarmentado el general de un yerro que había cometido por consejo de tres de sus oficiales, resolvió aguardar socorro y mandó que los soldados callasen, y sufriesen: y tal era su autoridad, que los guerreros padecían y morían sin proferir una queja. Al fin, se acercó el refuerzo apetecido; y la intrépida Antonina no solo tuvo bastante valor para salir de Roma y apresurar la marcha de aquellas tropas auxiliares, sino que instruida por Belisario y en unión de los jefes que los mandaban, combinó perfectamente sus movimientos con los de los sitiados, se dio la batalla y quedó derrotado casi completamente Vitiges, el cual no tuvo otro recurso que ajustar un armisticio.

## Más intrigas
Después de la guerra de Italia Belisario volvió a Constantinopla donde se le recibió en triunfo: su amiga la emperatriz deseaba arruinar al ministro Juan de Capadocia, lo cual era tanto más difícil cuanto que poseía la entera confianza del emperador y era temible Teodora por su saber y habilidad. Sin embargo Antonina se encargó de hacerle caer en la red y no tardó en conseguirlo. Para ello se fingió descontenta de la corte, exageró los servicios de su esposo, de los otros generales, y de los ministros, quejándose agriamente de la ingratitud con que eran recompensados: en fin, tuvo maña para lisonjear la vanidad de aquel sagaz privado, y con una destreza a que solo puede llegar la mujer intrigante, dejó entrever a Juan que no sería imposible su ascenso al poder supremo, siempre que se pusiera de acuerdo con ella, en cuyo caso tendría el auxilio de Belisario y del ejército que le era tan notoriamente adicto. 
Antonina sabía bien que la idea de imperar es muy tentadora, especialmente para los que están muy cerca del soberano y viven en una época de revueltas y usurpaciones como aquella a que nos vamos refiriendo; y de tal modo supo halagar la ambición del valido, que le empeñó en una conjuración imaginaria. Cuando todo estaba preparado Antonina lo puso en conocimiento de la emperatriz: Antonina envió a casa de Belisario a los jefes Marcelo y Narsés que se ocultaron en ella con algunos soldados: Juan de Capadocia llegó por la noche a la cita que le había dado Antonina; habló con vehemencia de la incapacidad e ingratitud del emperador Justiano, y en fin llegó su debilidad hasta dejarse sorprender de las pérfidas preguntas de la esposa de Belisario y explicar todo el plan que se había propuesto para derribar del trono a su señor. Entonces se presentaron los guardias y Juan fue apresado, destituido de sus honores y desterrado después de haber perdido sus bienes. Belisario murió a finales de octubre del año 565, y desde aquella época la historia no habla nada de Antonina.